# Provincia Yamato
Provincia Yamato (大和国 Yamato no Kuni?) este o provincie istorică din Japonia. Situată pe insula Honshū, ea corespunde actualei prefecturi Nara, la est de Osaka.

Harta provinciilor antice ale Japoniei, cu Yamato pusă în evidență

Nu se cunoaște exact data înființării acestei provincii, dar se presupune că ar fi în secolul al IV-lea, în „Perioada Yamato”.